# 三羧酸转运体系
三羧酸转运体系（英語：Citrate transport system，亦称为柠檬酸-丙酮酸循环）发生在脂肪酸生物合成中的第一阶段。由于乙酰辅酶A无法直接穿过线粒体膜，故此转运体系将线粒体中过剩的乙酰辅酶A转运到胞质溶胶之中，提供了合成脂肪酸的原料：乙酰辅酶A与丙二酸单酰辅酶A。

三羧酸转运体系的运行机制